# Front (Marine)

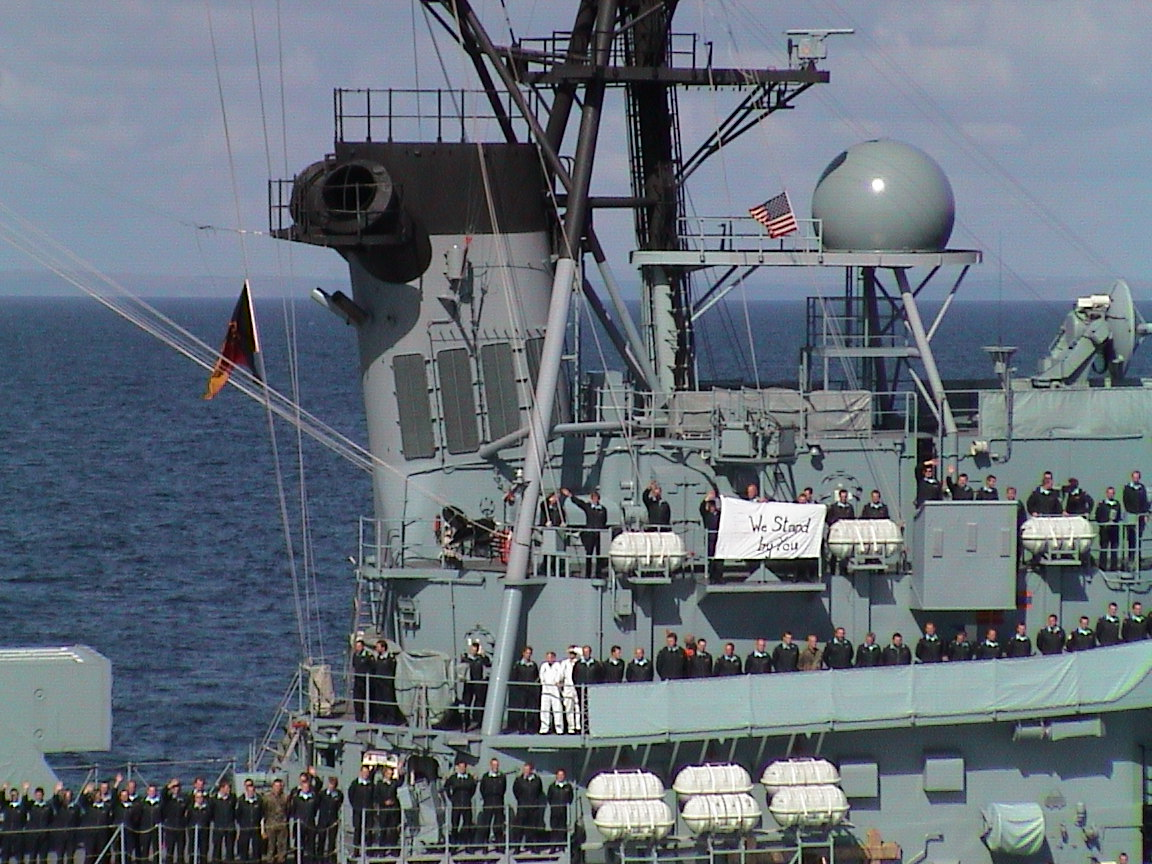
Front auf der Lütjens (2001)

Die Front ist eine Ehrerweisung von Schiffsbesatzungen auf Kriegsschiffen. In der Regel erhalten sie altehrwürdige Schiffe, Befehlshaber, Flaggoffiziere, Botschafter oder auch Ehrenmale.

## Durchführung
Wenn in Häfen hohe Gäste an Bord kommen oder das Schiff verlassen, wenden sich alle Soldaten an Oberdeck und auf der Pier der Person in Grundstellung zu; sie „machen Front“. Die Front wird auch dem Kommandanten des eigenen Schiffes gegeben, wenn er in Uniform das Schiff erreicht. Zusätzlich wird Seite gepfiffen, wenn er die Stelling betritt und an Bord kommt.
In See werden große, alte und berühmte Schiffe an deren Steuerbordseite überholt. Die Besatzung tritt nebeneinander in Passieraufstellung an die Backbordseite und grüßt das Schiff oder den Befehlshaber des Verbandes. Die Front ist auch gegenüber Ehrenmalen üblich. Jedes deutsche und ausländische Kriegsschiff befiehlt sie beim Passieren des Marine-Ehrenmals Laboe.
Begegnen sich zwei Kriegsschiffe in See (in Hörweite, bei Tageslicht), wird ebenfalls Front gepfiffen, dabei erweist das Schiff mit dem im Rang niedrigeren Kommandanten die Ehrerweisung zuerst.
Auf Schiffen der Deutschen Marine wird die Front vom Wachhabenden Offizier (WO) mit der Batteriepfeife gepfiffen. Nach Backbord wird lang–kurz–kurz gegeben mit der Durchsage „Front nach Backbord!“, nach Steuerbord lang–kurz mit „Front nach Steuerbord!“
Offiziere und Unteroffiziere mit Portepee grüßen militärisch. Die Front wird mit zwei kurzen Pfiffen und der Durchsage „Rührt euch!“ beendet.